# C-C-B THE SINGLE COLLECTION
『C-C-B THE SINGLE COLLECTION』は、2023年6月28日にUSMジャパンからリリースされたC-C-Bの結成40周年を記念したシングル・コレクションである。

## 解説
- 2023年6月1日にデビュー40周年を迎えたタイミングでの発売。
- 15枚のシングルのA面、カップリングを含めて全30曲を最新リマスターにて収録。
- 本アルバムのブックレットはレコードでリリースされたシングルの5thの『Lucky Chanceをもう一度』から9thの『ないものねだりのI Want You』までのスリーブデザインを引用したデザインになっている。
- ブックレットに渡辺英樹の作詞・作曲のクレジットが一部『渡辺秀樹』と誤表記されたため、後日ユニバーサルミュージックジャパンより『お詫びとお知らせ』が2023年7月3日付けで発表された[2][3]。

## 収録曲
| #   | タイトル | 作詞     | 作曲     | 編曲                                     |
| --- | --- | -------- | -------- | ---------------------------------------- |
| 1.  | 「CANDY」(キャンディー) | 児島由美 | 萩原健太 | 佐孝康夫、萩原健太、ココナッツ・ボーイズ |
| 2.  | 「SUPER BOARD」(夢のスーパー・ボード) | 入江真規 | 萩原健太 | 萩原健太、ココナッツ・ボーイズ           |
| 3.  | 「瞳少女」 | 秋元康   | 芹澤廣明 | 松井忠重・C-C-B                          |
| 4.  | 「チリドッグがお気に入り」 | 秋元康   | 萩原健太 | 萩原健太・C-C-B                          |
| 5.  | 「Romanticが止まらない」 | 松本隆   | 筒美京平 | 船山基紀                                 |
| 6.  | 「I SAY, I LOVE YOU」 | 松本隆   | 筒美京平 | 船山基紀                                 |
| 7.  | 「スクール・ガール」 | 松本隆   | 筒美京平 | 船山基紀、C-C-B                          |
| 8.  | 「もっとハートフルに愛して」 | 松本隆   | 筒美京平 | 船山基紀、C-C-B                          |
| 9.  | 「Lucky Chanceをもう一度」 | 松本隆   | 筒美京平 | 船山基紀、C-C-B                          |
| 10. | 「サーフ・ブレイク」 | 松本隆   | 筒美京平 | 船山基紀、C-C-B                          |
| 11. | 「空想Kiss」 | 松本隆   | 筒美京平 | 大谷和夫、C-C-B                          |
| 12. | 「御意見無用、花吹雪」 | 松本隆   | 筒美京平 | 船山基紀、C-C-B                          |
| 13. | 「元気なブロークン・ハート」 | 松本隆   | 筒美京平 | 大谷和夫、C-C-B                          |
| 14. | 「スワンの城」 | 松本隆   | 筒美京平 | 大谷和夫、C-C-B                          |
| 15. | 「不自然な君が好き」 | 松本隆   | 関口誠人 | 大谷和夫、C-C-B                          |
| 16. | 「冒険のススメ〜Mega-Mix」(冒険のススメ〜JOKEじゃなしに I LOVE YOU〜流星のラストデート〜東京...ナイト・フェイス〜モンスター登場〜冒険のススメ) |          |          |                                          |

| #   | タイトル                       | 作詞     | 作曲     | 編曲               |
| --- | ------------------------------ | -------- | -------- | ------------------ |
| 1.  | 「ないものねだりのI Want You」 | 松本隆   | 筒美京平 | 大谷和夫、C-C-B    |
| 2.  | 「霧のミステイク」             | 川村真澄 | 筒美京平 | 大谷和夫、C-C-B    |
| 3.  | 「2 Much, I Love U.」          | 松本隆   | 筒美京平 | 大谷和夫、C-C-B    |
| 4.  | 「夢の中でおやすみ」           | 川村真澄 | 筒美京平 | 大谷和夫、C-C-B    |
| 5.  | 「原色したいね」               | 松本隆   | 渡辺英樹 | 大谷和夫、C-C-B    |
| 6.  | 「Love Is Light」              | 松本隆   | 筒美京平 | 米川英之           |
| 7.  | 「抱きしめたい」               | 松本隆   | 筒美京平 | 大谷和夫、C-C-B    |
| 8.  | 「Inner Mind」                 | 松本隆   | 渡辺英樹 | 大谷和夫、C-C-B    |
| 9.  | 「恋文（ラブレター）」         | 松本隆   | 渡辺英樹 | 大谷和夫、C-C-B    |
| 10. | 「WALKI'N」                    | 渡辺英樹 | 渡辺英樹 | 渡辺英樹           |
| 11. | 「信じていれば」               | 渡辺英樹 | 米川英之 | 田口智治、米川英之 |
| 12. | 「A-Ki-Ra-Me-Na-I-De」         | 渡辺英樹 | 田口智治 | 田口智治           |
| 13. | 「Love Is Magic」              | 松本隆   | 筒美京平 | 田口智治           |
| 14. | 「約束」                       | 松本隆   | 筒美京平 | 米川英之           |

## 楽曲解説
【Disc 1】
1. CANDY キャンディー
1stシングル。ヨーグルト製品「ヨープレイトのCM曲。
2. SUPER BOARD 夢のスーパー・ボード
1stシングルのカップリング曲。1stアルバム「Mild Weekend」収録のものとは異なりエンディングがフェードアウトとなっている。
3. 瞳少女
2ndシングル(両A面シングル)のSide-1。ロート製薬・なみだロートのCMソング。
4. チリドッグがお気に入り
2ndシングル(両A面シングル)のSide-2。ファミリアのCMソング。
5. Romanticが止まらない
3rdシングル。 松本隆、筒美京平、船山基紀が初めてC-C-Bに提供した楽曲。3rdアルバム「すてきなビート」には別ミックスを収録。
6. I SAY, I LOVE YOU
3rdシングルのカップリング曲。3rdアルバム「すてきなビート」には別ミックスを収録。
7. スクール・ガール
4thシングル。前作に引き続きメインボーカルは笠が担当している。
8. もっとハートフルに愛して
4thシングルのカップリング曲。ライブでは発売初期に演奏された。
9. Lucky Chanceをもう一度
5thシングル。紅白歌合戦に出場した際に演奏された楽曲。
10. サーフ・ブレイク
5thシングルのカップリング曲。C-C-Bの楽曲で唯一、(メンバーのソロライブも含めて)ライブで演奏された事が無い。
11. 空想Kiss
6thシングル。C-C-Bのシングルの中では2番目に売り上げが多い楽曲。
12. 御意見無用、花吹雪
6thシングルのカップリング曲。イントロはアウフタクトとなっており、4拍目裏から始まっている。
13. 元気なブロークン・ハート
7thシングル。バンドの長期休暇(冬休み) 明けに出したシングルであり、カラフルだった髪を黒に統一した際の作品。
14. スワンの城
7thシングルのカップリング曲。メンバーが5人時代の楽曲だが、ライブで初演奏されたのは4人体制になり初のツアー『The Flying Trip Tour』。その際、サビのコーラスパートは田口が担当(レコーディングでは渡辺が担当)した。(2015年のゴーゴーヒデキでも田口が担当)
15. 不自然な君が好き
8thシングル。シングルでは初のメンバー制作楽曲。メインボーカルは関口がAメロとBメロ、笠がサビ部分を担当。
16. 冒険のススメ〜Mega-Mix
8thシングルのカップリング曲。アルバム「冒険のススメ」に収録されている楽曲の一部がメドレー形式で収録されている。

【Disc 2】
1. ないものねだりのI Want You
9thシングル。C-C-Bのシングルで唯一オリコン1位を獲得した楽曲。
2. 霧のミステイク
9thシングルのカップリング曲。C-C-B時代にはライブで演奏はされなかったが1990年に笠のソロライブでメンバーの伊藤信雄と宮脇俊郎とのトリプルボーカルで演奏された。
3. 2 Much, I Love U.
10thシングル。関口誠人の脱退後、4人体制でスタートした最初のシングル。
4. 夢の中でおやすみ
10thシングルのカップリング曲。渡辺と田口の2人だけのライブ(『TANaBE』も含まれる)では定番になっていた楽曲。
5. 原色したいね
11thシングル。シングル2枚目のメンバー制作楽曲。松本隆のコンピレーション・アルバム「風街少年」にも収録されている。
6. Love Is Light
11thシングルのカップリング曲。『原色したいね』と共に『勝利投手』の劇場アニメ映画の挿入歌として使用されている。
7. 抱きしめたい
12thシングル。米川英之が初めてシングルでメイン・ボーカルを取った楽曲。
8. Inner Mind
12thシングルのカップリング曲。C-C-Bのライブでは1987年末から1988年始の期間まで演奏された。
9. 恋文（ラブレター）
13thシングル。C-C-Bとしては初のバラード・シングル。
10. WALKI'N
13thシングルのカップリング曲。8thアルバム「走れ☆バンドマン」にはミックス違いのバージョンが収録されている。解散後も渡辺のソロ活動で多く演奏されていた楽曲。
11. 信じていれば
14thシングル。カップリング曲も含め作詞、作曲、編曲全てメンバーが担当。C-C-Bのシングルは『Romanticが止まらない』から『信じていれば』までの12枚が連続オリコントップ10を獲得した。
12. A-Ki-Ra-Me-Na-I-De
14thシングルのカップリング曲。詞が先行で制作され、作曲はメンバーがそれぞれ制作したものを関係者達が選び票が1番多い田口が作曲したものが採用された。
13. Love Is Magic
15thシングル。解散発表後に発売したメモリアル・シングルで、C-C-B名義でこのシングルのみオリコントップ10に入らなかったが、オリコン最高17位を獲得している。
14. 約束
15thシングルのカップリング曲。C-C-B名義のオリジナル作品ではこの楽曲が最後の曲となっている。
15. ？
アルバム初収録となる楽曲。

## クレジット
- 渡辺英樹 - ボーカル、ベース、パーカッション
- 関口誠人 - ボーカル、ギター
- 笠浩二 - ボーカル、ドラム、パーカッション
- 田口智治 - ボーカル、キーボード
- 米川英之 - ボーカル、ギター
- MASAHIRO "Flying-V" IWAMOTO - ギター
- YASUO SAKO - キーボード